# سطح (کمیت لگاریتمی)
در علوم و مهندسی، یک سطح توان (به انگلیسی: power level) یا تراز توان و یک سطح میدان (به انگلیسی: field level) (که سطح توان‌ریشه (به انگلیسی: root-power level) یا سطح جَذرتَوان نیز نامیده می‌شود) مقادیر لگاریتمی کمیت‌های خاصی هستند که به یک مقدار مرجع استاندارد از همان نوع ارجاع داده می‌شوند.
- سطح توان یک کمیت لگاریتمی است که برای اندازه‌گیری توان، چگالی توان یا گاهی انرژی استفاده می‌شود و واحد رایج آن دسی‌بل (dB) است.
- سطح میدان (یا سطح توان‌ریشه) یک کمیت لگاریتمی است که برای اندازه‌گیری کمیت‌هایی استفاده می‌شود که مربع آنها معمولاً متناسب با توان است (برای مثال، مربع ولتاژ متناسب با توان با معکوس مقاومت رسانا است) و غیره، که یکاهای رایج آن نپر (Np) یا دسی‌بل (dB) هستند.

نوع سطح و انتخاب یکاها، مقیاس‌بندی لگاریتم نسبت بین کمیت و مقدار مرجع آن را نشان می‌دهد، اگرچه لگاریتم را می‌توان یک کمیت بدون‌بُعد در نظر گرفت. مقادیر مرجع برای هر نوع کمیت اغلب توسط استانداردهای بین‌المللی مشخص می‌شوند.
سطوح توان و میدان در مهندسی الکترونیک، مخابرات، آکوستیک و رشته‌های مرتبط استفاده می‌شوند. سطوح توان برای توان سیگنال، توان نویز، توان صدا، میزان درمعرض‌گذاری صدا و غیره استفاده می‌شوند. سطوح میدان برای ولتاژ، جریان، فشار صدا استفاده می‌شوند.

## سطح توان
سطح یک کمیت توانی، که با LP نشان داده می‌شود، به صورت زیر تعریف می‌شود .
{\displaystyle L_{P}={\frac {1}{2}}\log _{\mathrm {e} }\!\left({\frac {P}{P_{0}}}\right)\!~\mathrm {Np} =\log _{10}\!\left({\frac {P}{P_{0}}}\right)\!~\mathrm {B} =10\log _{10}\!\left({\frac {P}{P_{0}}}\right)\!~\mathrm {dB} .}
که دراینجا
- P کمیت توان است؛
- P0 مقدار مرجع P است.

## سطح میدان (یا توان‌ریشه)
سطح یک کمیت توان‌ریشه (جَذرتَوان) (که به عنوان کمیت میدان نیز شناخته می‌شود) که با LF نشان داده می‌شود، به صورت  تعریف می‌شود.
{\displaystyle L_{F}=\log _{\mathrm {e} }\!\left({\frac {F}{F_{0}}}\right)\!~\mathrm {Np} =2\log _{10}\!\left({\frac {F}{F_{0}}}\right)\!~\mathrm {B} =20\log _{10}\!\left({\frac {F}{F_{0}}}\right)\!~\mathrm {dB} .}
که
- F کمیت توان‌ریشه است که متناسب با جذر کمیت توان می‌باشد؛
- F0 مقدار مرجع F است.

اگر کمیت توان P متناسب با F2 باشد، و اگر مقدار مرجع کمیت توان، P0، به همان نسبت با F0 باشد، سطوح LF و LP برابر هستند.
نپر، بل و دسی‌بل (یک دهم بل) واحدهای سطح هستند که اغلب برای کمیت‌هایی مانند توان، شدت یا بهره به کار می‌روند. نپر، بل و دسی‌بل با رابطهٔ  به هم مرتبط هستند.
- 1 B = 1/2 loge10 Np1 B = 1/2 loge10 Np;
- 1 dB = 0.1 B = 1/20 loge10 Np1 dB = 0.1 B = 1/20 loge10 Np.

## استانداردها
سطح و واحدهای آن در استاندارد ایزو ۸۰۰۰۰–۳ تعریف شده‌اند.
استاندارد ایزو هر یک از کمیت‌های سطح توان و سطح میدان را بدون‌بُعد تعریف می‌کند، به‌طوری که 1Np = ۱ باشد. این امر با ساده‌سازی عبارات مربوطه، مانند سامانه‌های یکاهای طبیعی، انگیزه می‌گیرد.

## کمیت‌های مرتبط

### کمیت نسبت لگاریتمی
کمیت‌های توان و میدان بخشی از یک دسته بزرگتر به نام کمیت‌های نسبت لگاریتمی هستند.
استاندارد ای‌ان‌اس‌آی/ای‌اس‌ای اس۱٫۱–۲۰۱۳ دسته‌ای از کمیت‌ها را تعریف می‌کند که آن را سطوح یا تَرازگان می‌نامد. این معادله، سطحی از کمیت Q را که با LQ نشان داده می‌شود، به صورت زیر تعریف می‌کند
{\displaystyle L_{Q}=\log _{r}\!\left({\frac {Q}{Q_{0}}}\right)\!,}
که اینجا
- r پایه لگاریتم است؛
- Q کمیت است؛
- Q0 مقدار مرجع Q است.

برای سطح یک کمیت توان‌ریشه، پایه لگاریتم r = e است. برای سطح یک کمیت توان، پایه لگاریتم r = e2 است.

### نسبت فرکانس لگاریتمی
نسبت فرکانس لگاریتمی (که به عنوان سطح فرکانس نیز شناخته می‌شود) دو فرکانس، لگاریتم نسبت آنهاست و می‌توان آن را با استفاده از واحد اکتاو (نماد: oct) مربوط به نسبت ۲ یا واحد دهه (نماد: dec) مربوط به نسبت ۱۰ بیان کرد:
{\displaystyle L_{f}=\log _{2}\!\left({\frac {f}{f_{0}}}\right)~{\text{oct}}=\log _{10}\!\left({\frac {f}{f_{0}}}\right)~{\text{dec}}.}
در تئوری موسیقی، اکتاو واحدی است که با پایه لگاریتم ۲ (به نام فاصله) استفاده می‌شود. نیم‌پرده، یک دوازدهم اکتاو است. یک سنت، یک صدم نیم‌پرده است. در این زمینه، فرکانس مرجع C۰ در نظر گرفته می‌شود، چهار اکتاو پایین‌تر از دو میانی.